# Kernen im Remstal
Kernen im Remstal ist eine Gemeinde des Rems-Murr-Kreises in Baden-Württemberg. Sie gehört zur Region Stuttgart (bis 1992 Region Mittlerer Neckar) und zur europäischen Metropolregion Stuttgart.

## Geographie

### Geographische Lage

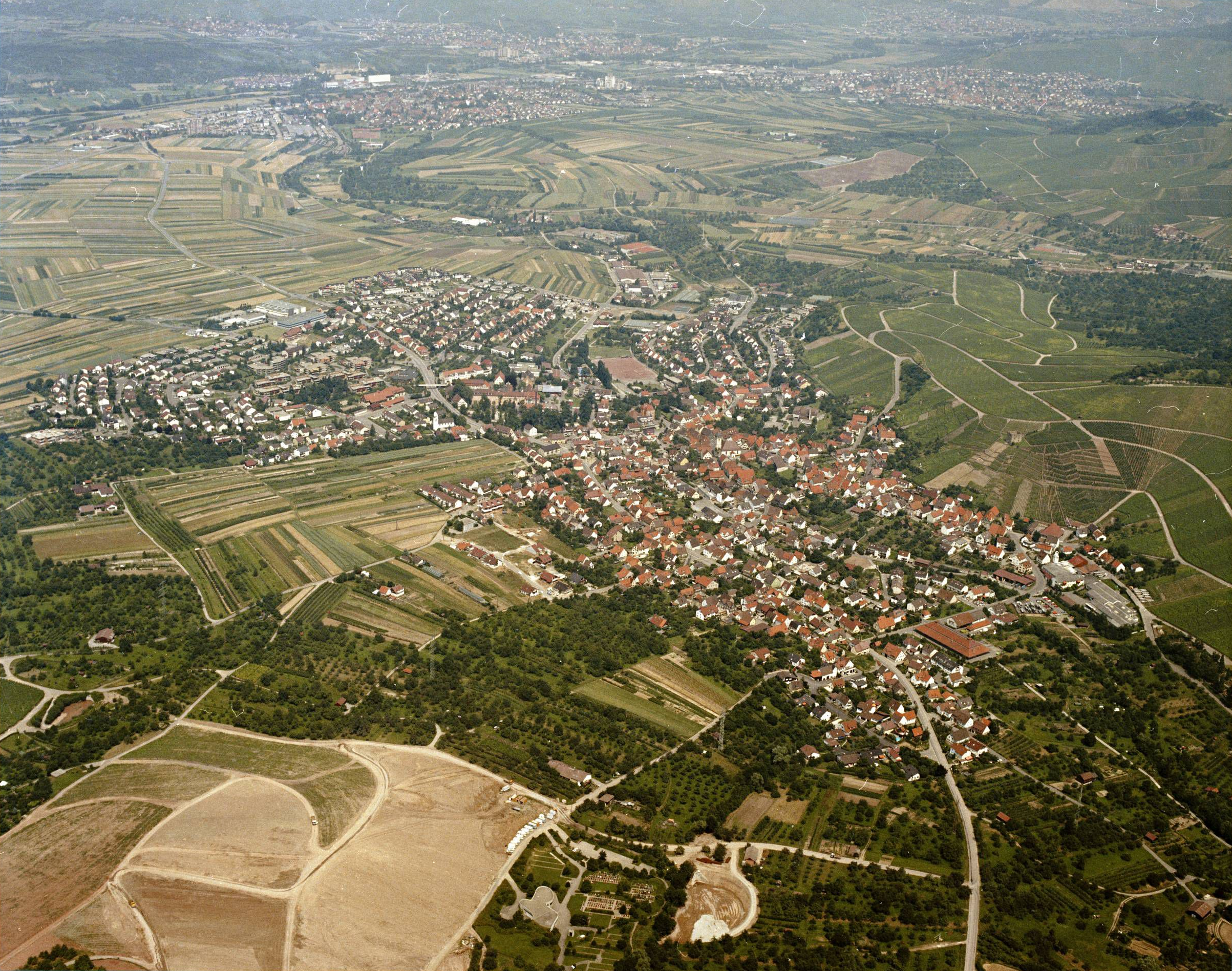
Luftbild (1986)
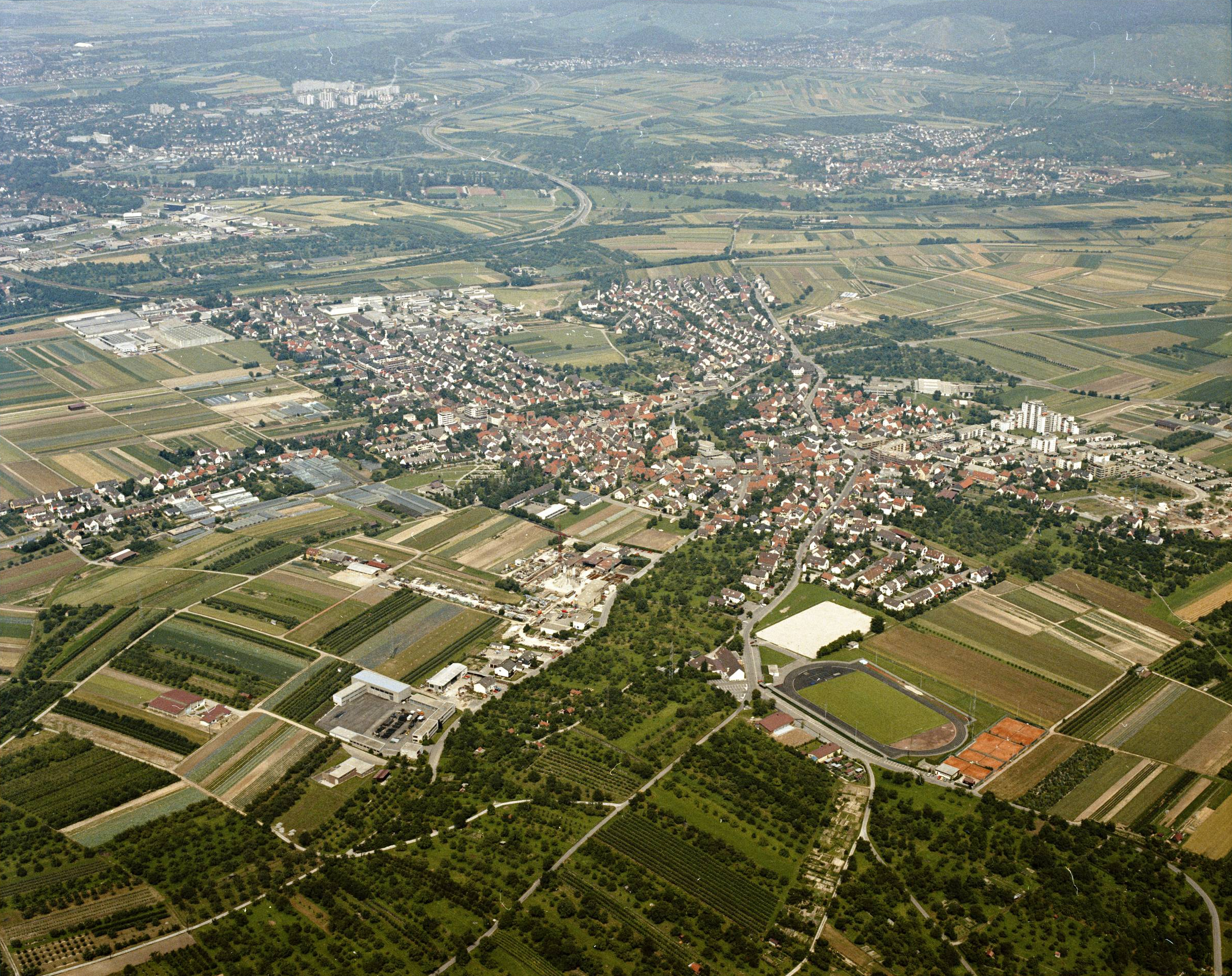
Luftbild von Rommelshausen (1986)

Kernen liegt am südwestlichen Rand des Remstals, links der Rems. Am Südrand der Gemeinde beginnt der Schurwald. Der höchste Punkt der Gemeinde ist der Katzenkopf.
Das Zentrum der Landeshauptstadt Stuttgart ist etwa 10 km entfernt.

### Gemeindegliederung
Die ehemaligen Gemeinden Rommelshausen und Stetten im Remstal bilden die beiden Ortsteile von Kernen im Remstal.
- Zum Ortsteil Rommelshausen gehören neben dem Dorf der Wohnplatz Hangweide sowie die abgegangene Ortschaft Hardthof.

- Zum Ortsteil Stetten gehören neben dem Dorf der Wohnplatz Seemühle, die abgegangenen Ortschaften Eulenhof, Großmoltenhof,[2] Hart, Lindhalden, Schalkshof, Sonnenberg (1850 abgebrochen[3]) und Waldbruderhaus.[4][5][6] Weiterhin liegt der Burgstall auf der Markung von Stetten.

### Nachbargemeinden
Von Westen beginnend grenzen im Uhrzeigersinn Fellbach, Waiblingen, Weinstadt, Aichwald (Landkreis Esslingen) und Esslingen am Neckar sowie Stuttgart an Kernen im Remstal.
| Fellbach                          |               | Waiblingen                                   | Korb Beinstein        |                       |
| Münster                           | Rommelshausen |                                              |                       | Endersbach            |
| Bad Cannstatt                     |               |                                              |                       | Weinstadt Beutelsbach |
| Stuttgart Untertürkheim Rotenberg |               |                                              | Stetten im Remstal    | Strümpfelbach         |
| Obertürkheim                      | Rüdern        | Obertal Wäldenbronn Wiflingshausen Esslingen | Lobenrot Liebersbronn | Aichwald              |

Legende:
| Rems-Murr-Kreis | Landkreis Esslingen | Stuttgart |

### Naturdenkmale
In Kernen gibt es 17 Naturdenkmale. Vier davon in Rommelshausen und 13 in Stetten.

### Flächenaufteilung
Nach Daten des Statistischen Landesamtes, Stand 2014.

## Geschichte

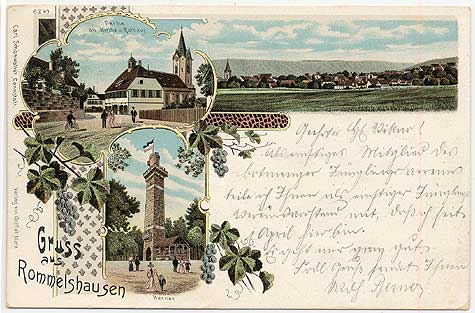
Rommelshausen um 1900

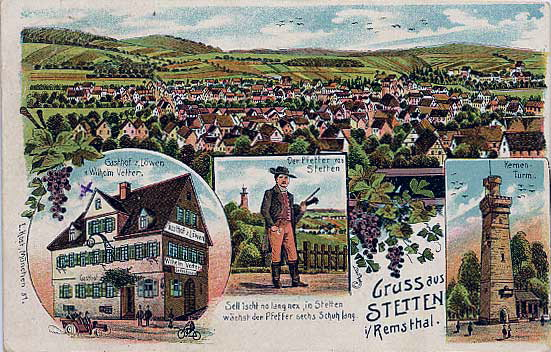
Stetten im Remstal um 1900

### Gemeindefusion
Kernen im Remstal entstand durch die Gebietsreform in Baden-Württemberg am 20. September 1975 aus den ehemals eigenständigen Gemeinden Rommelshausen und Stetten im Remstal.

### Name
Nach der Zusammenlegung der beiden Ortschaften lautete der Name der so entstandenen Gemeinde übergangsweise Stetten-Rommelshausen. Der durch einen Wettbewerb ermittelte Ortsname Kernen im Remstal wurde am 1. Januar 1977 offiziell angenommen und bezieht sich auf den 513 Meter hohen Hausberg der Gemeinde, den Kernen, der sich allerdings auf Fellbacher Stadtgebiet befindet.
Die offizielle Benennung der Ortsteile erfolgt durch vorangestellten Gemeindenamen und mit Bindestrich nachgestelltem Ortsteilnamen.

## Religionen
Nach der Reformation wurden beide Ortschaften protestantisch. Der letzte katholische Pfarrer musste Rommelshausen im Jahre 1535 verlassen. Die vorhandenen katholischen Kirchen wurden „reformiert“.

### Katholische Kirche
Erst im 19. Jahrhundert siedelten sich wieder Katholiken in Rommelshausen und Stetten an. 1917 wohnten in Stetten 50 und in Rommelshausen 120 Katholiken. Die katholischen Kirchen wurden 1954 (Heilig Kreuz Stetten) und 1960 (Herz Jesu Rommelshausen) errichtet.
Das Patrozinium (Titelfest) der Heilig Kreuz Kirche in Stetten wird am Fest der Kreuzerhöhung (14. September) gefeiert. Die Filialkirche in Rommelshausen ist dem Patrozinium des Heiligsten Herzens Jesu (Herz Jesu) geweiht. Dieses Hochfest wird alljährlich am dritten Freitag nach Pfingsten gefeiert.
Die heutige Katholische Kirchengemeinde „Heilig Kreuz Kernen“ hat etwa 3.300 Mitglieder (Stand 2023). Sie bildet zusammen mit den Kirchengemeinden St. Andreas Endersbach, St. Anna Beutelsbach und St. Michael Remshalden die Seelsorgeeinheit Remstaltor. Sie gehört zum Dekanat Rems-Murr, einem von 25 Dekanaten in der Diözese Rottenburg-Stuttgart.

### Kirchengebäude
Neben protestantischen und katholischen gibt es in Kernen zwei Neuapostolische Kirchen, eine Evangelisch-methodistische Kirche und zwei Landeskirchliche Gemeinschaften.

Kirchen in Kernen
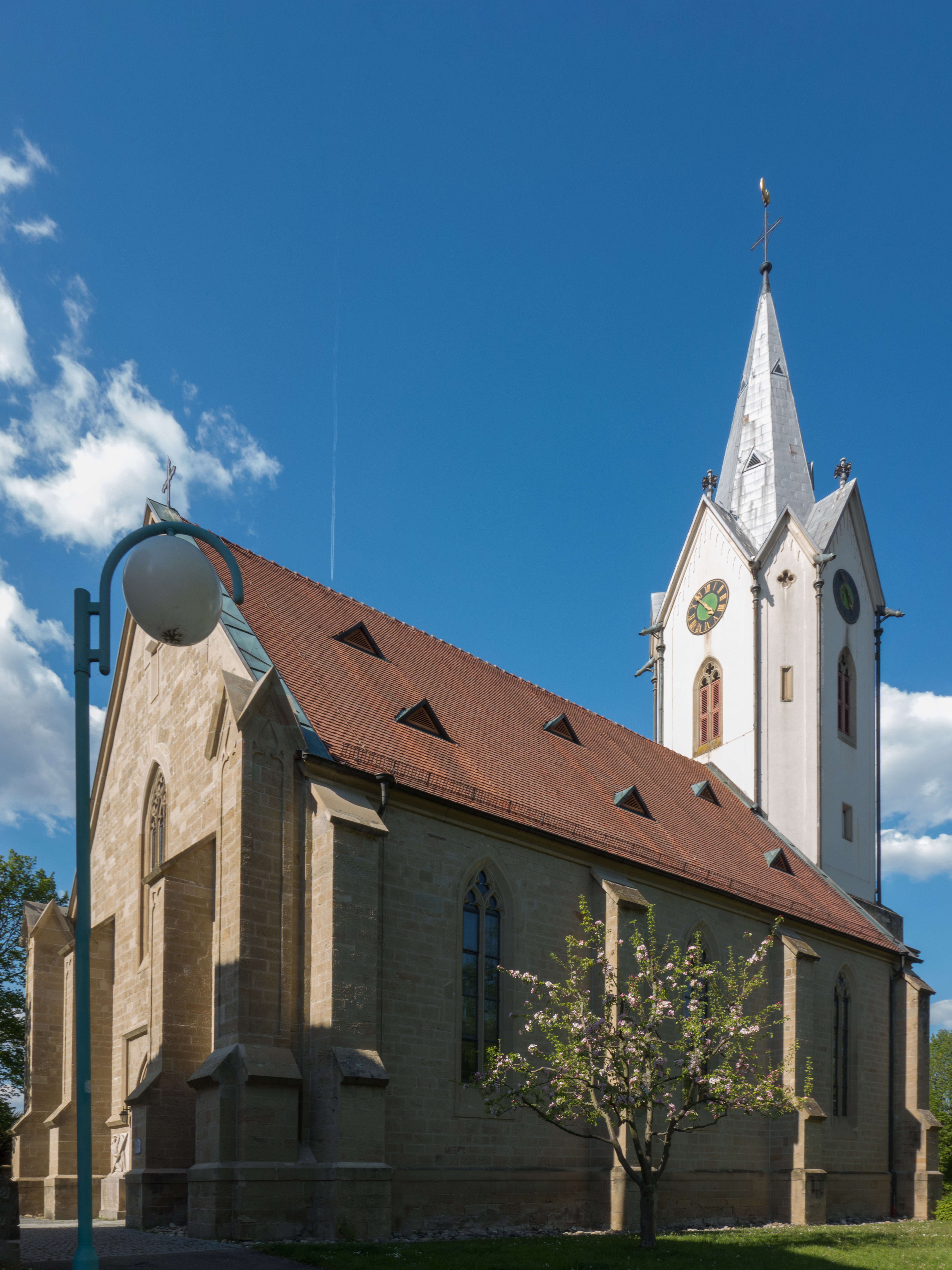
Mauritiuskirche (ev) Rommelshausen
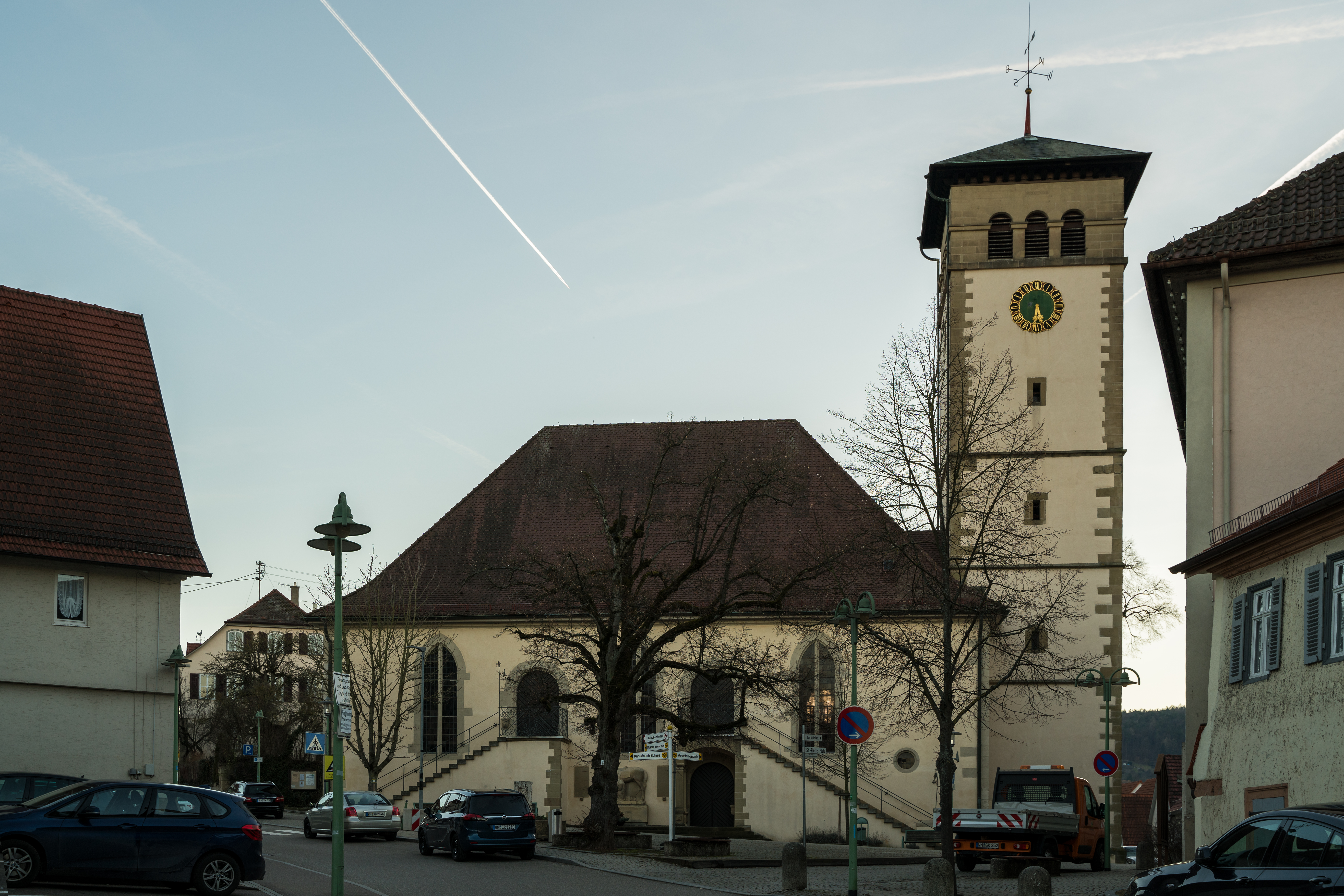
St.-Veits-Kirche (ev) Stetten
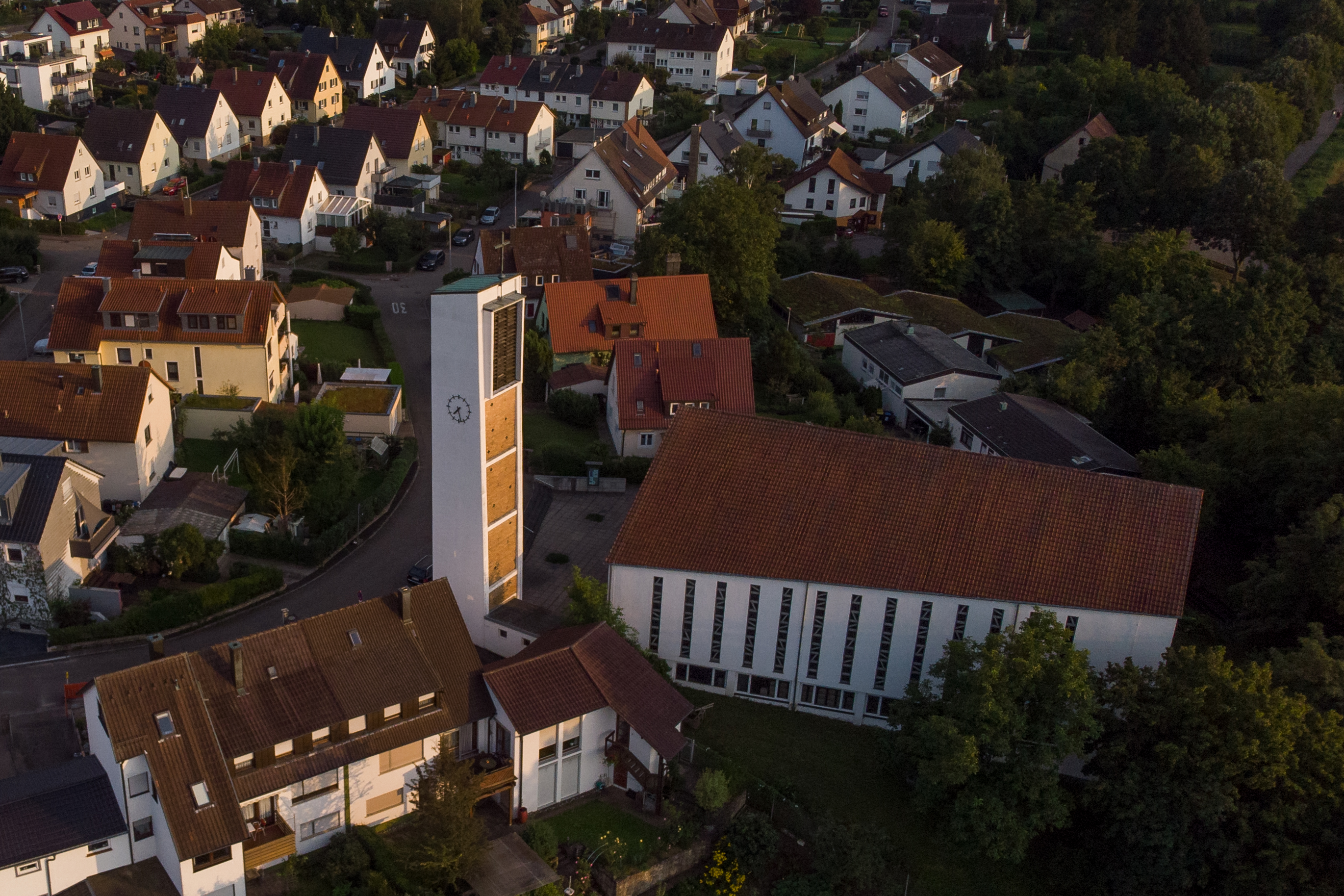
Herz Jesu (rk) Rommelshausen
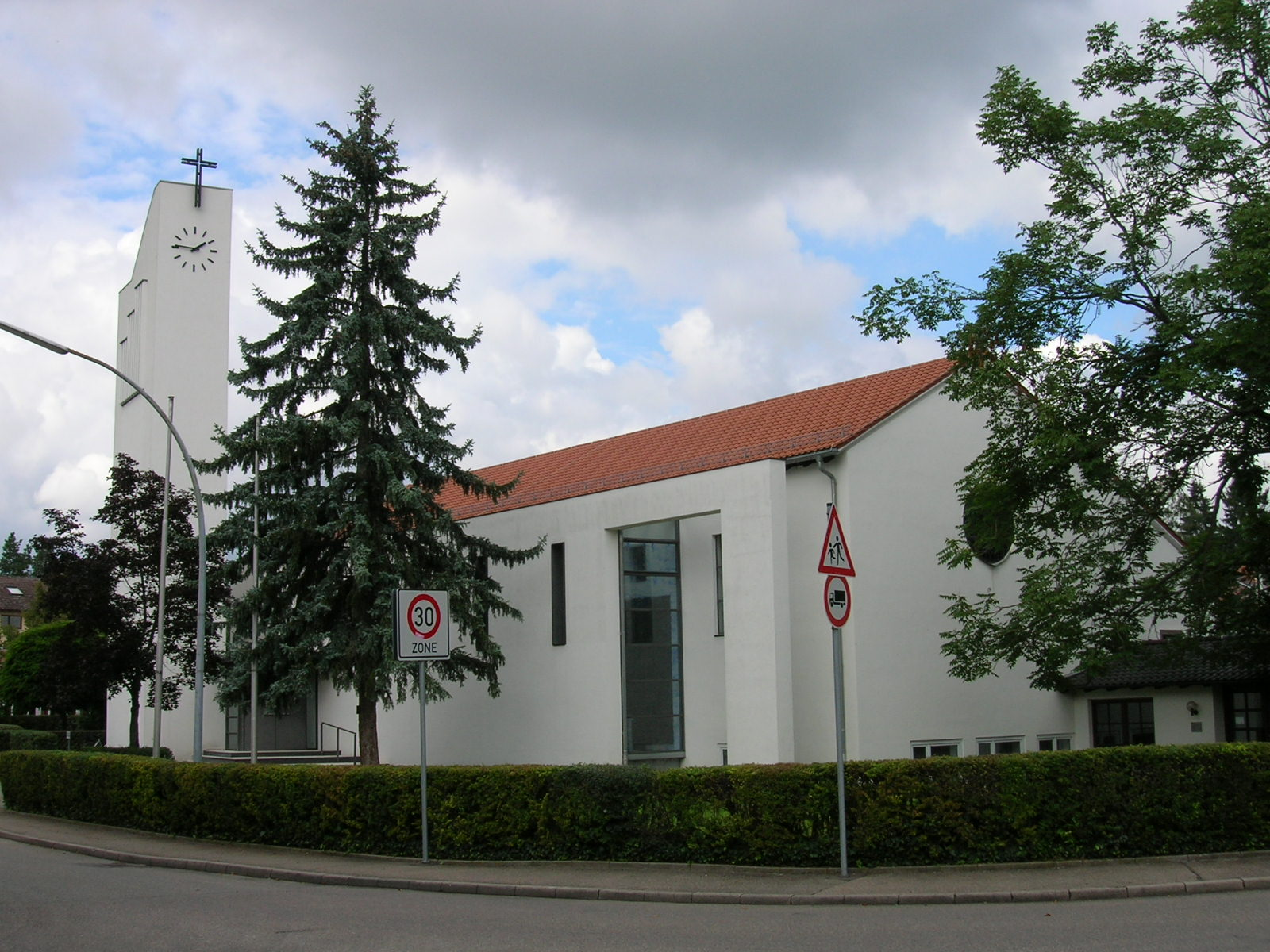
Heilig-Kreuz-Kirche (rk) Stetten
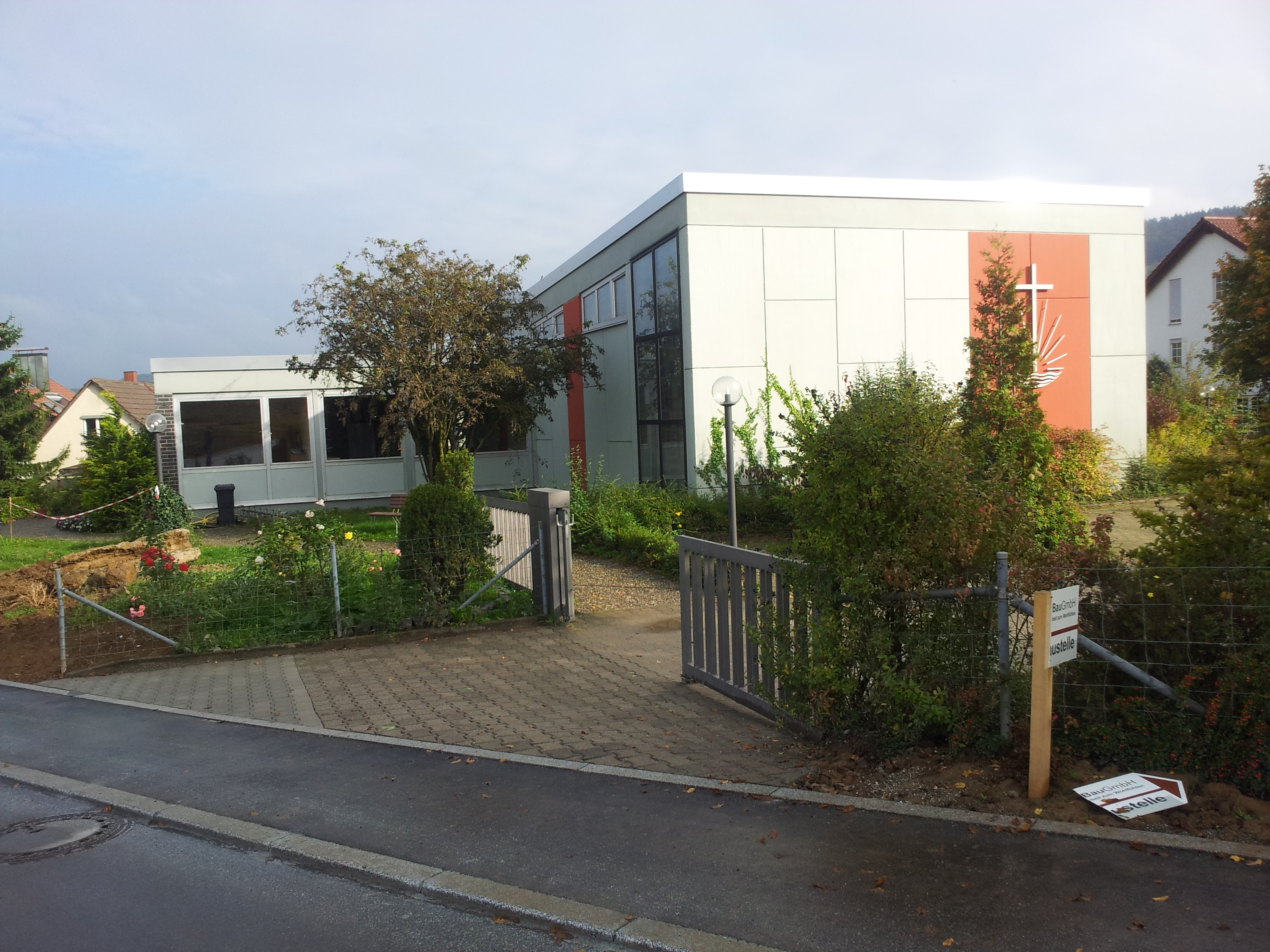
Neuapostolische Kirche Stetten

## Politik

Logo der Gemeinde für das Marketing

### Gemeinderat

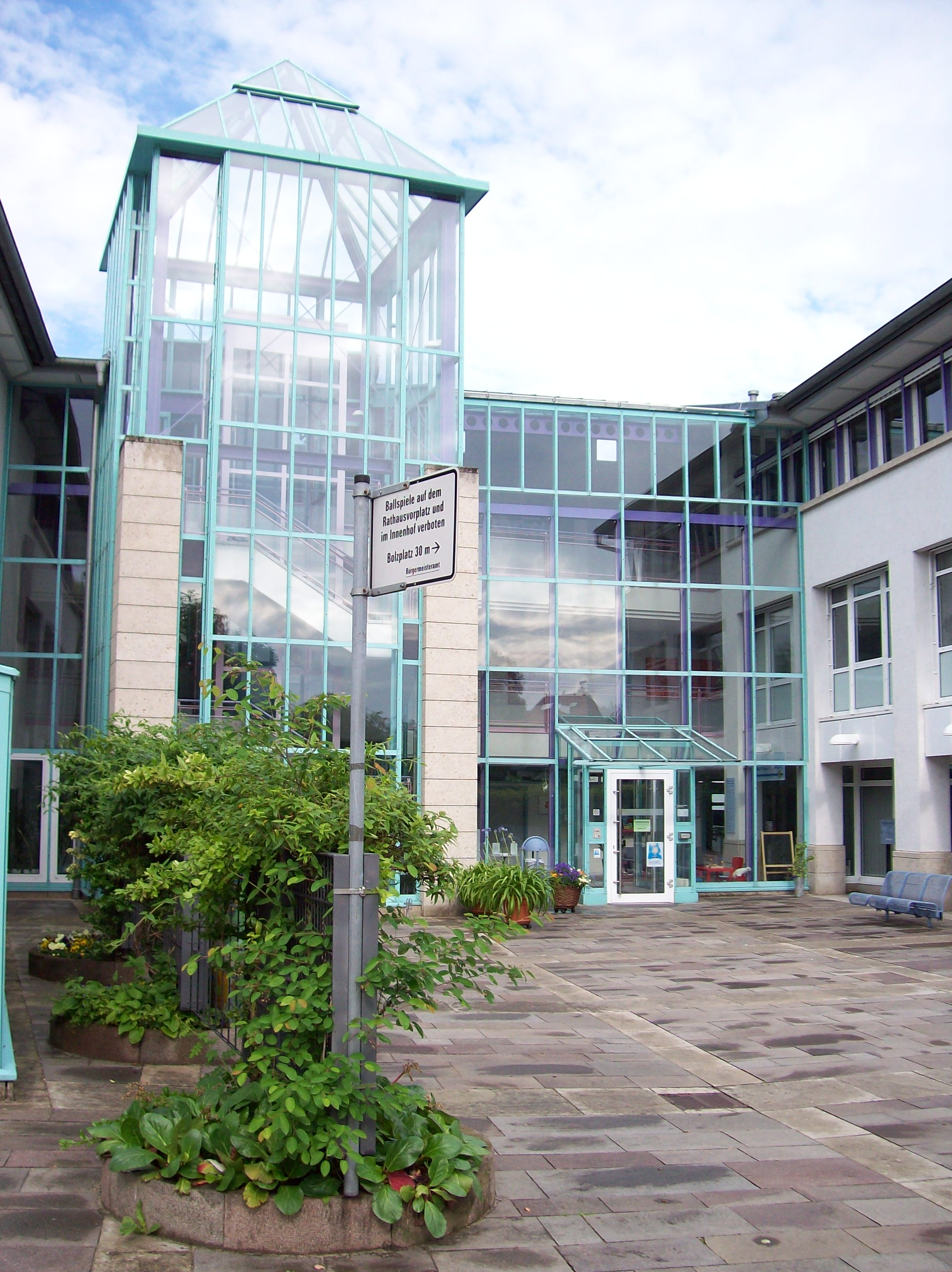
Rathaus in Rommelshausen

Der Gemeinderat in Kernen hat 22 Mitglieder. Die Kommunalwahl am 9. Juni 2024 führte zu folgendem Endergebnis. Der Gemeinderat besteht aus den gewählten ehrenamtlichen Gemeinderäten und dem Bürgermeister als Vorsitzendem. Der Bürgermeister ist im Gemeinderat stimmberechtigt.
| Parteien und Wählergemeinschaften | Parteien und Wählergemeinschaften           | 2024   | 2024   | 2019   | 2019   | Kommunalwahl 2024 %3020100 26,7 %20,4 %15,6 %11,7 %3,3 %12,8 %5,1 %4,3 % CDUUFWOGLSPDPFBFDPOLKBZGGewinne und Verlusteim Vergleich zu 2019 %p 14 12 10 8 6 4 2 0 −2 −4 −6 −8−10−12−0,8 %p−2,7 %p−3,0 %p−4,4 %p−11,4 %p+12,8 %p+5,1 %p+4,3 %pCDUUFWOGLSPDPFBFDPOLKBZG |
| Parteien und Wählergemeinschaften | Parteien und Wählergemeinschaften           | Anteil | Sitze  | Anteil | Sitze  | Kommunalwahl 2024 %3020100 26,7 %20,4 %15,6 %11,7 %3,3 %12,8 %5,1 %4,3 % CDUUFWOGLSPDPFBFDPOLKBZGGewinne und Verlusteim Vergleich zu 2019 %p 14 12 10 8 6 4 2 0 −2 −4 −6 −8−10−12−0,8 %p−2,7 %p−3,0 %p−4,4 %p−11,4 %p+12,8 %p+5,1 %p+4,3 %pCDUUFWOGLSPDPFBFDPOLKBZG |
| CDU                               | Christlich Demokratische Union Deutschlands | 26,7 % | 6      | 27,5 % | 6      | Kommunalwahl 2024 %3020100 26,7 %20,4 %15,6 %11,7 %3,3 %12,8 %5,1 %4,3 % CDUUFWOGLSPDPFBFDPOLKBZGGewinne und Verlusteim Vergleich zu 2019 %p 14 12 10 8 6 4 2 0 −2 −4 −6 −8−10−12−0,8 %p−2,7 %p−3,0 %p−4,4 %p−11,4 %p+12,8 %p+5,1 %p+4,3 %pCDUUFWOGLSPDPFBFDPOLKBZG |
| UFW                               | Unabhängige Freie Wähler                    | 20,4 % | 4      | 23,1 % | 5      | Kommunalwahl 2024 %3020100 26,7 %20,4 %15,6 %11,7 %3,3 %12,8 %5,1 %4,3 % CDUUFWOGLSPDPFBFDPOLKBZGGewinne und Verlusteim Vergleich zu 2019 %p 14 12 10 8 6 4 2 0 −2 −4 −6 −8−10−12−0,8 %p−2,7 %p−3,0 %p−4,4 %p−11,4 %p+12,8 %p+5,1 %p+4,3 %pCDUUFWOGLSPDPFBFDPOLKBZG |
| OGL                               | Offene Grüne Liste                          | 15,6 % | 3      | 18,6 % | 4      | Kommunalwahl 2024 %3020100 26,7 %20,4 %15,6 %11,7 %3,3 %12,8 %5,1 %4,3 % CDUUFWOGLSPDPFBFDPOLKBZGGewinne und Verlusteim Vergleich zu 2019 %p 14 12 10 8 6 4 2 0 −2 −4 −6 −8−10−12−0,8 %p−2,7 %p−3,0 %p−4,4 %p−11,4 %p+12,8 %p+5,1 %p+4,3 %pCDUUFWOGLSPDPFBFDPOLKBZG |
| FDP                               | Freie Demokratische Partei                  | 12,8 % | 3      | --     | --     | Kommunalwahl 2024 %3020100 26,7 %20,4 %15,6 %11,7 %3,3 %12,8 %5,1 %4,3 % CDUUFWOGLSPDPFBFDPOLKBZGGewinne und Verlusteim Vergleich zu 2019 %p 14 12 10 8 6 4 2 0 −2 −4 −6 −8−10−12−0,8 %p−2,7 %p−3,0 %p−4,4 %p−11,4 %p+12,8 %p+5,1 %p+4,3 %pCDUUFWOGLSPDPFBFDPOLKBZG |
| SPD                               | Sozialdemokratische Partei Deutschlands     | 11,7 % | 3      | 16,1 % | 4      | Kommunalwahl 2024 %3020100 26,7 %20,4 %15,6 %11,7 %3,3 %12,8 %5,1 %4,3 % CDUUFWOGLSPDPFBFDPOLKBZGGewinne und Verlusteim Vergleich zu 2019 %p 14 12 10 8 6 4 2 0 −2 −4 −6 −8−10−12−0,8 %p−2,7 %p−3,0 %p−4,4 %p−11,4 %p+12,8 %p+5,1 %p+4,3 %pCDUUFWOGLSPDPFBFDPOLKBZG |
| PFB                               | Parteifreies Bündnis                        | 3,3 %  | 1      | 14,7 % | 3      | Kommunalwahl 2024 %3020100 26,7 %20,4 %15,6 %11,7 %3,3 %12,8 %5,1 %4,3 % CDUUFWOGLSPDPFBFDPOLKBZGGewinne und Verlusteim Vergleich zu 2019 %p 14 12 10 8 6 4 2 0 −2 −4 −6 −8−10−12−0,8 %p−2,7 %p−3,0 %p−4,4 %p−11,4 %p+12,8 %p+5,1 %p+4,3 %pCDUUFWOGLSPDPFBFDPOLKBZG |
| OLK                               | offene Liste für Kernen                     | 05,1 % | 1      | --     | --     | Kommunalwahl 2024 %3020100 26,7 %20,4 %15,6 %11,7 %3,3 %12,8 %5,1 %4,3 % CDUUFWOGLSPDPFBFDPOLKBZGGewinne und Verlusteim Vergleich zu 2019 %p 14 12 10 8 6 4 2 0 −2 −4 −6 −8−10−12−0,8 %p−2,7 %p−3,0 %p−4,4 %p−11,4 %p+12,8 %p+5,1 %p+4,3 %pCDUUFWOGLSPDPFBFDPOLKBZG |
| BZG                               | Bündnis Zukunft Gestalten                   | 04,3 % | 1      | --     | --     | Kommunalwahl 2024 %3020100 26,7 %20,4 %15,6 %11,7 %3,3 %12,8 %5,1 %4,3 % CDUUFWOGLSPDPFBFDPOLKBZGGewinne und Verlusteim Vergleich zu 2019 %p 14 12 10 8 6 4 2 0 −2 −4 −6 −8−10−12−0,8 %p−2,7 %p−3,0 %p−4,4 %p−11,4 %p+12,8 %p+5,1 %p+4,3 %pCDUUFWOGLSPDPFBFDPOLKBZG |
| gesamt                            | gesamt                                      | 100,0  | 22     | 100,0  | 22     | Kommunalwahl 2024 %3020100 26,7 %20,4 %15,6 %11,7 %3,3 %12,8 %5,1 %4,3 % CDUUFWOGLSPDPFBFDPOLKBZGGewinne und Verlusteim Vergleich zu 2019 %p 14 12 10 8 6 4 2 0 −2 −4 −6 −8−10−12−0,8 %p−2,7 %p−3,0 %p−4,4 %p−11,4 %p+12,8 %p+5,1 %p+4,3 %pCDUUFWOGLSPDPFBFDPOLKBZG |
| Wahlbeteiligung                   | Wahlbeteiligung                             | 63,4 % | 63,4 % | 61,4 % | 61,4 % | Kommunalwahl 2024 %3020100 26,7 %20,4 %15,6 %11,7 %3,3 %12,8 %5,1 %4,3 % CDUUFWOGLSPDPFBFDPOLKBZGGewinne und Verlusteim Vergleich zu 2019 %p 14 12 10 8 6 4 2 0 −2 −4 −6 −8−10−12−0,8 %p−2,7 %p−3,0 %p−4,4 %p−11,4 %p+12,8 %p+5,1 %p+4,3 %pCDUUFWOGLSPDPFBFDPOLKBZG |

### Bürgermeister
Die Bürgermeister der Gemeinde nach der Gemeindereform:
- 1975–1976: Karl-Heinz Schlotterbeck (Amtsverweser)
- 1976–1992: Günter Haußmann
- 1992–2003: Rolf Frank
- 2003–2019: Stefan Altenberger
- seit 15. November 2019: Benedikt Paulowitsch[13] (bis zum 28. Januar 2022 Amtsverweser)[14][15]

### Wappen

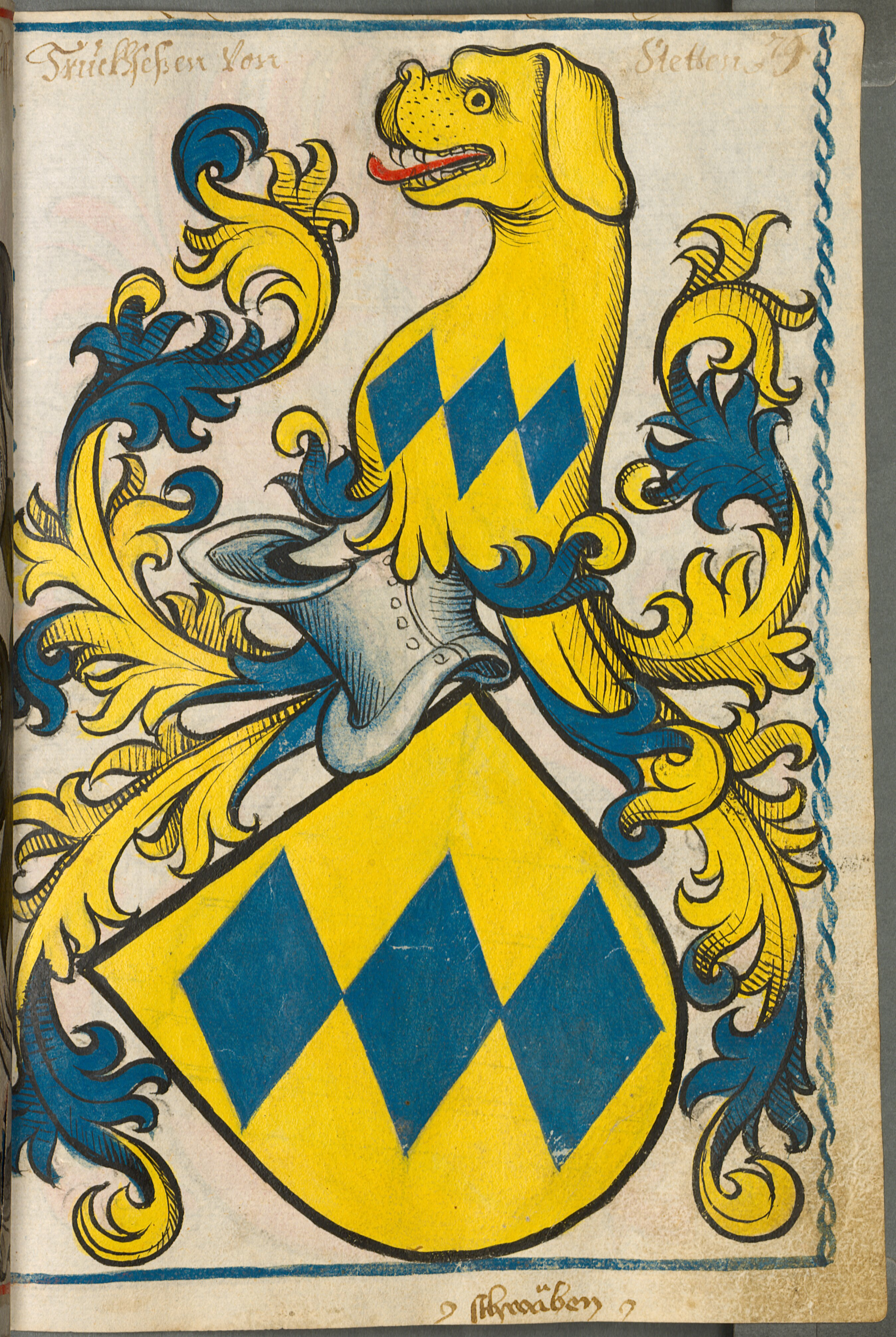
Wappen der Truchsessen von Stetten

Wappen der Gemeinde Kernen im Remstal (seit 1977)
Wappen von Rommelshausen
Wappen von Stetten

Beschreibung:
Das am 3. Januar 1977 vom Landratsamt Rems-Murr-Kreis mit der Flagge verliehene Wappen Kernens zeigt auf gelbem Grund zwei parallele Reihen von Rhomben. Die Reihen verlaufen diagonal von unten nach oben, bestehen aus jeweils drei Rhomben und haben die Farben blau (obere Reihe) und schwarz.
Bedeutung:
Das Wappen wurde aus den beiden bestehenden Wappen von Rommelshausen und Stetten gebildet. Die Rauten symbolisieren die „teckschen Rauten“. Beide Ortsteile gehörten einige Zeit zum Herrschaftsgebiet der Herzöge von Teck.
Das ehemalige Wappen von Rommelshausen führt im unteren Teil gelb auf schwarz die teckschen Rauten. Die Farben stehen für Farben von Alt-Württemberg. Im oberen Teil steht der Buchstabe R für Rommelshausen. Das Wappen wurde Rommelshausen im Jahr 1938 vom Reichsstatthalter verliehen.
Stetten führte seit ca. 1900 in seinem Wappen die teckschen Rauten in blau auf gelbem Grund. Diese entstammen dem Wappen der Truchsessen von Stetten. Das älteste bekannte Wappen von Stetten, aus dem 18. Jahrhundert trägt die Initialen ST, einen Stern und ein Hirschgeweih. Ein anderes Wappen aus demselben Jahrhundert zeigt vier Sterne und ein Hirschgeweih.

### Städtepartnerschaften

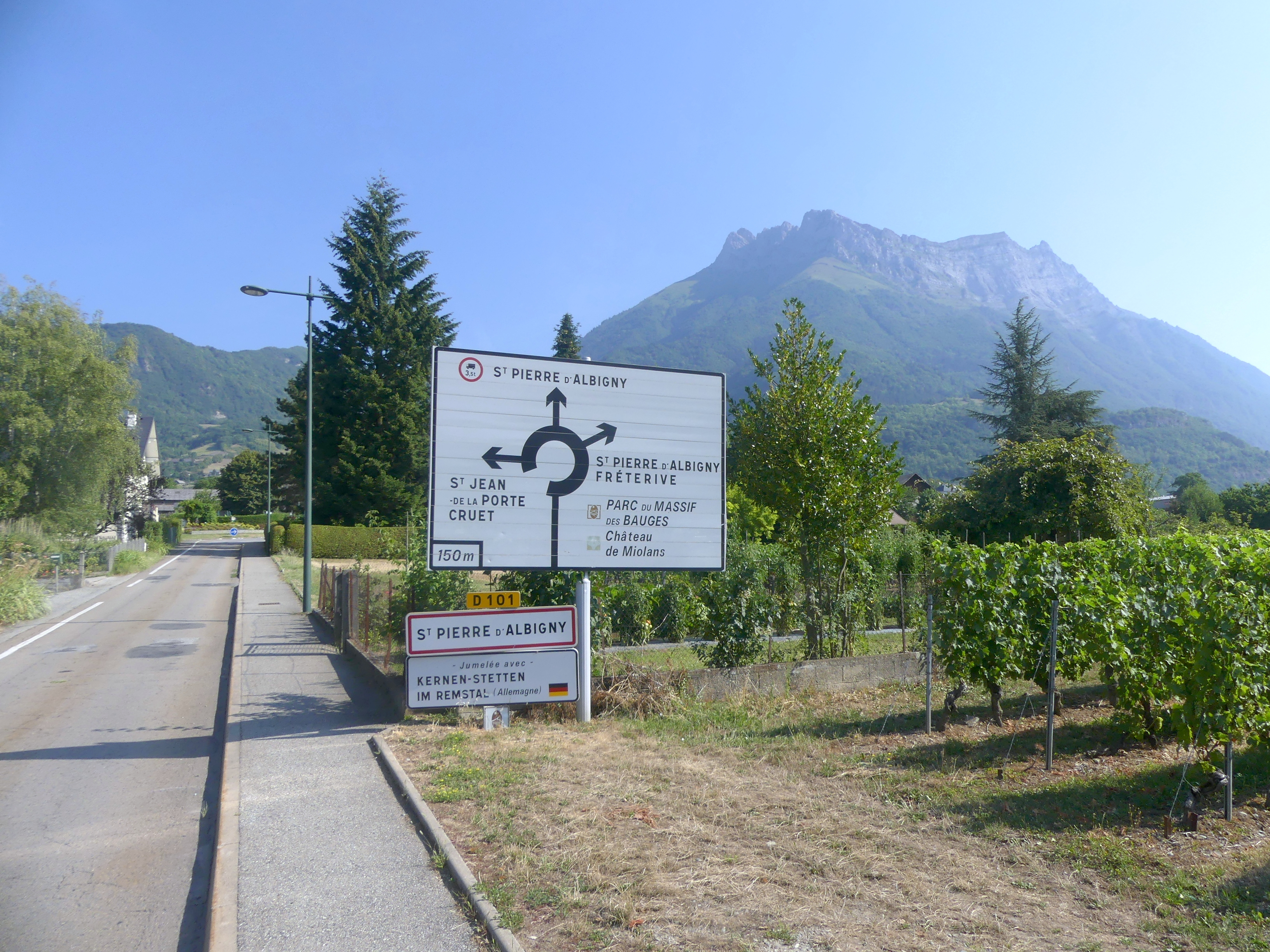
Schild zur Städtepartnerschaft in Saint-Pierre-d’Albigny

- Saint-Pierre-d’Albigny, Frankreich (seit 1972, geschlossen mit Stetten)
- Saint-Rambert-d’Albon, Frankreich
- Masvingo, Simbabwe
- Dombóvár, Ungarn (seit 1991)

## Wirtschaft und Infrastruktur

### Wirtschaft

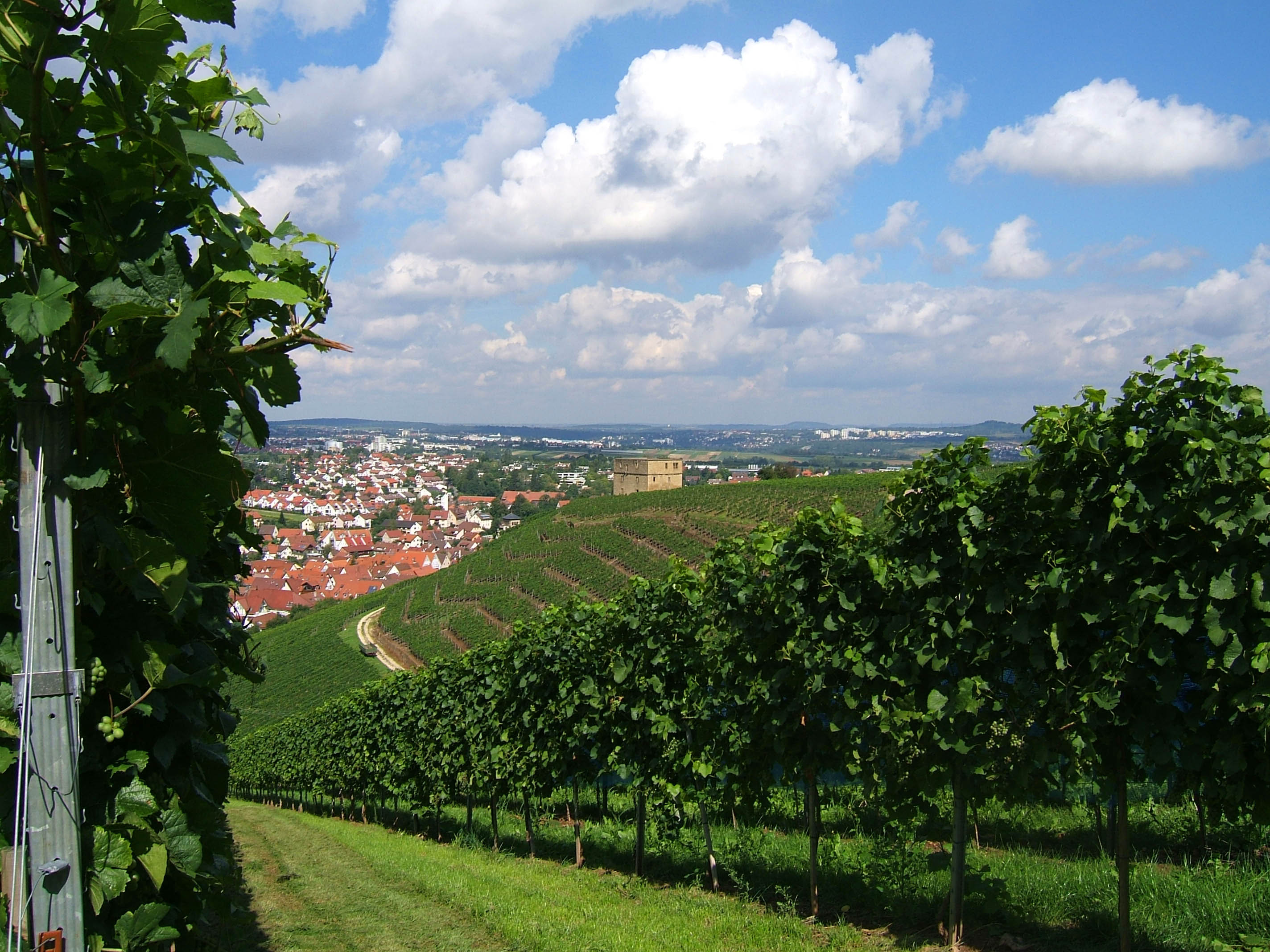
Stettener Weinberge mit der Yburg

Karte der Weinlagen um Stetten

Rommelshausen und Stetten waren lange Zeit durch Landwirtschaft und Weinbau geprägt. In der Umgebung beider Orte liegt Löss- und Keuperboden, der für Landwirtschaft bzw. Weinbau hervorragend geeignet ist. Die Bedeutung des Weinbaus für Stetten wird erstmals 1379 urkundlich dokumentiert:
Das Stettener Brotwasser ist eine der besten Riesling-Lagen des Landes. Seine Sandstein-Terrassen liegen direkt unterhalb der Ruine Y-Burg – da, wo im Remstal der Schnee als allererstes schmilzt.
Der ungewöhnliche Lagename rührt von einer im ausgehenden 17. Jahrhundert in Stetten residierenden Hofdame her. Diese ersann eine List, um ihren Weinkonsum vor der höfischen Öffentlichkeit zu verbergen. Sie ließ sich einfach den Krug, der für das Brotwasser bestimmt war, mit Wein füllen. Und jedes Mal, wenn sie das trockene Brot in das vermeintliche Wasser tauchte, konnte sie – ohne dass es irgend jemandem auffiel – einen ordentlichen Schluck Wein zu sich nehmen. Da nun die Dienerschaft jener Dame stets in den Keller statt zum Brunnen lief, um den Krug aufs neue zu füllen, blieb die kleine List nicht sehr lange verborgen und ihr Lieblingswein bekam den Namen „Brotwasser“. (Quelle: Hofkammer-Kellerei)
siehe auch: Württemberg (Weinanbaugebiet) und Württemberger Weinstraße.
Durch die Industrialisierung zog auch die Industrie in beiden Ortsteilen ein.
Rommelshausen war bei der Entwicklung der ortsansässigen Industrie bevorzugt, da es seit 1861 eine eigene Haltestelle der Bahnstrecke Stuttgart-Bad Cannstatt–Nördlingen hatte.

### Verkehr

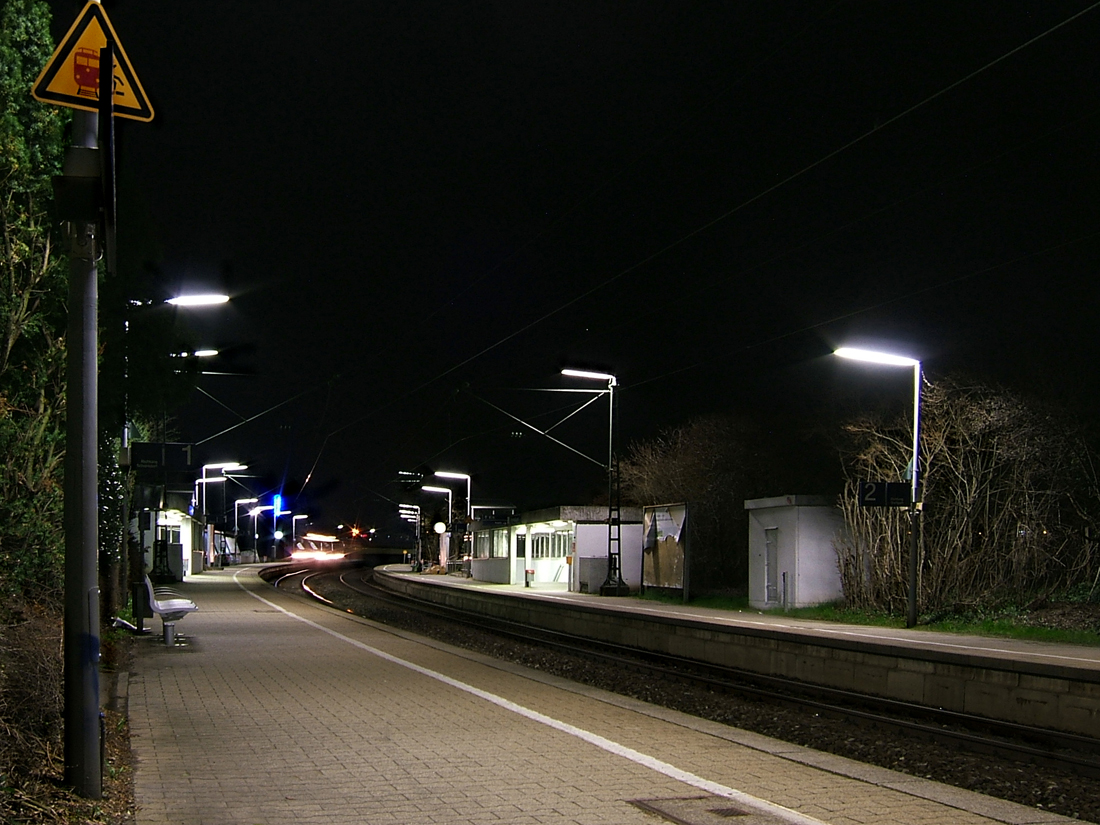
S-Bahn-Haltestelle Rommelshausen

Nördlich von Rommelshausen zweigt die Bundesstraße 29 (nächste Anschlussstelle: Beinstein) von der Bundesstraße 14 (nächste Anschlussstelle: Fellbach Süd) ab.
Kernen ist durch die S-Bahn-Linie S2 (Schorndorf – Stuttgart – Flughafen – Filderstadt) an das Stuttgarter S-Bahn-Netz angeschlossen. Im Gemeindegebiet von Kernen befindet sich der Haltepunkt Rommelshausen (der Haltepunkt Stetten-Beinstein befindet sich auf Weinstädter Gemarkung).
Des Weiteren ist Kernen durch fünf reguläre Buslinien mit Esslingen am Neckar (X20), Weinstadt (219), Waiblingen (X20, 210, 211) und Fellbach (210, 212) verbunden. Diese werden durch die Firma Schlienz betrieben.
Außerdem existiert noch eine Nachtbuslinie (N31), welche die Gemeinde nachts (an Wochenenden und Feiertagen) an die umliegenden Ortschaften anschließt.
Die Stadtteile untereinander sind mit dem Fahrrad über getrennte Wirtschaftswege entlang der Hauptstraßen verbunden. Innerorts bestehen an den meisten Hauptstraßen Schutzstreifen. Touristische Radrouten wie der Hohenzollern-Radweg, der Remstal-Radweg oder der Württemberger Weinradweg verlaufen durch den Stadtteil Stetten.

### Ansässige Unternehmen
Heutzutage sind die größten Arbeitgeber die Diakonie Stetten und die Schetter Haustechnik GmbH. Im Ortsteil Stetten befindet sich das laut Gault-Millau am höchsten bewertete griechische Restaurant Deutschlands (2 Hauben, 16/20 Punkte, 1 Stern im Guide Michelin), betrieben von Joannis Malathounis.

#### Früher ansässige Unternehmen
Die frühere Willy Rüsch GmbH in Rommelshausen gehört heute zur Teleflex Medical GmbH und hat ihren Sitz in Fellbach. Das Ahoj-Brausepulver der ehemaligen Robert Friedel GmbH (Frigeo) wird heute nicht mehr im Ortsteil Rommelshausen produziert.

### Bildungseinrichtungen
Kernen hat im Ortsteil Rommelshausen eine Grund- (Haldenschule) und eine Realschule (Rumoldrealschule). Im Ortsteil Stetten befindet sich eine Grundschule (Karl-Mauch-Schule). In Stetten wird von der Diakonie Stetten eine Schule für geistig behinderte Kinder und Jugendliche betrieben. In die Theodor-Dierlamm-Schule gehen hauptsächlich Schwerstbehinderte, in die Schlossschule leichter behinderte Schüler.
Im Alter von 15 Jahren ist von Juni bis Oktober 1892 mit einer kurzen Unterbrechung der spätere Literaturnobelpreisträger Hermann Hesse als sehr sensibler und geistig vielseitig begabter Jugendlicher durch seine Eltern zwangsweise der damaligen Nervenheilanstalt Stetten zugeführt worden. Er arbeitete im Garten mit und half beim Unterricht der geistig behinderten Kinder.
Die Volkshochschule Unteres Remstal e. V. sowie die Musikschule Unteres Remstal e. V. haben Zweigstellen in Kernen.

## Kultur und Sehenswürdigkeiten

### Bauwerke
- Die Yburg oberhalb des Tals
- Das Bädle im Ortskern von Stetten
- Der Gasthof zum Ochsen, die ehemalige Herberge der Herren von Stetten
- Das Gasthaus zum Pfeffer mit Wandmalereien in Stetten
- 1384 wurde das Schloss Stetten erbaut, mittlerweile befindet sich darin ein Behindertenwohnheim der Diakonie Stetten.
- Die Villa rustica auf Rommelshauser Gemarkung
- Die St.-Veits-Kirche in Stetten
- Das alte Rathaus von Stetten
- Das alte Pfarrhaus im Ortskern Rommelshausen (derzeitiger Polizeiposten)
- Die Mauritiuskirche in Rommelshausen
- Das Tor ins Remstal in Stetten
- Das Schweizerhaus in Rommelshausen

Bauwerke in Kernen
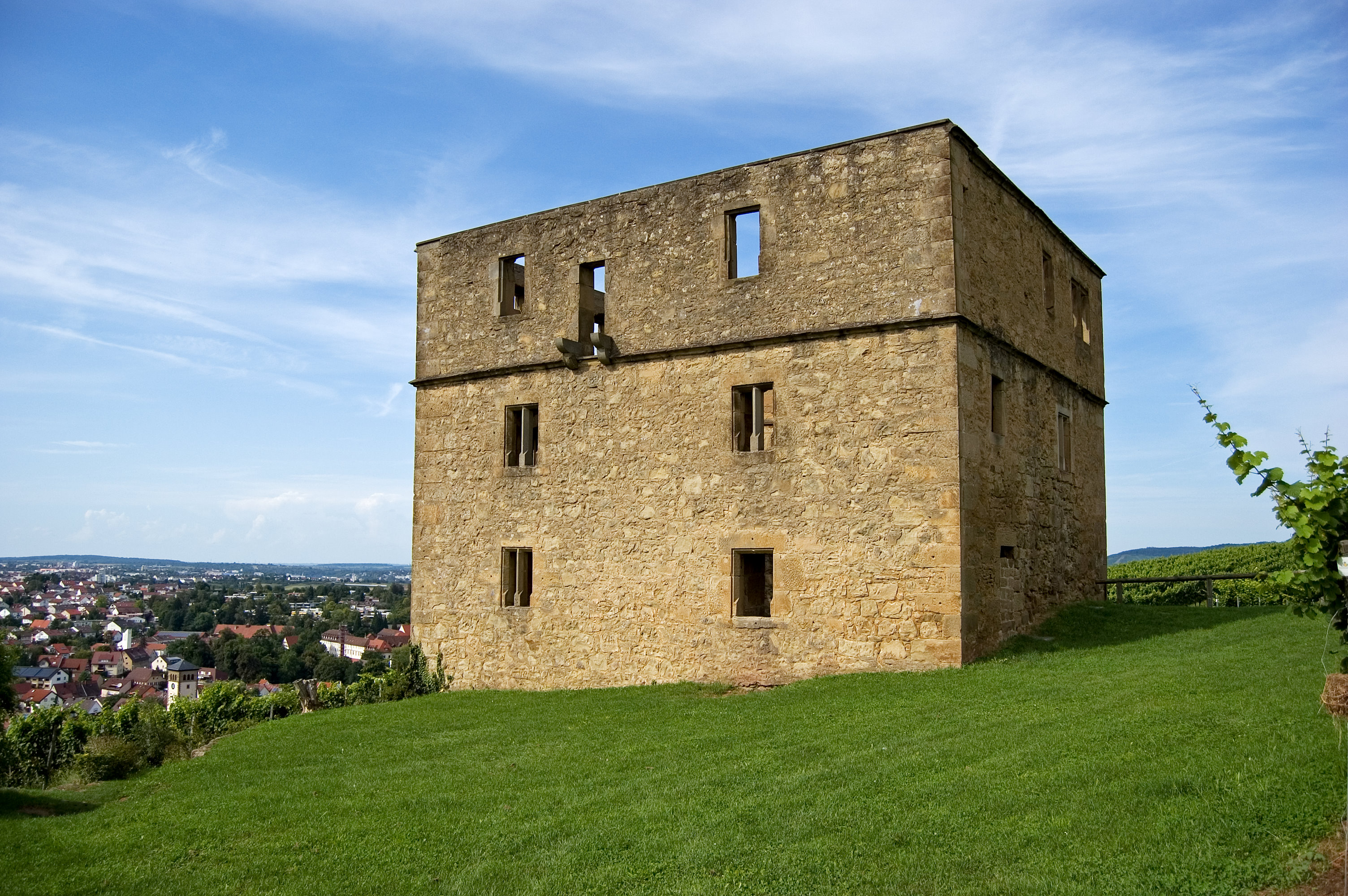
Die Yburg
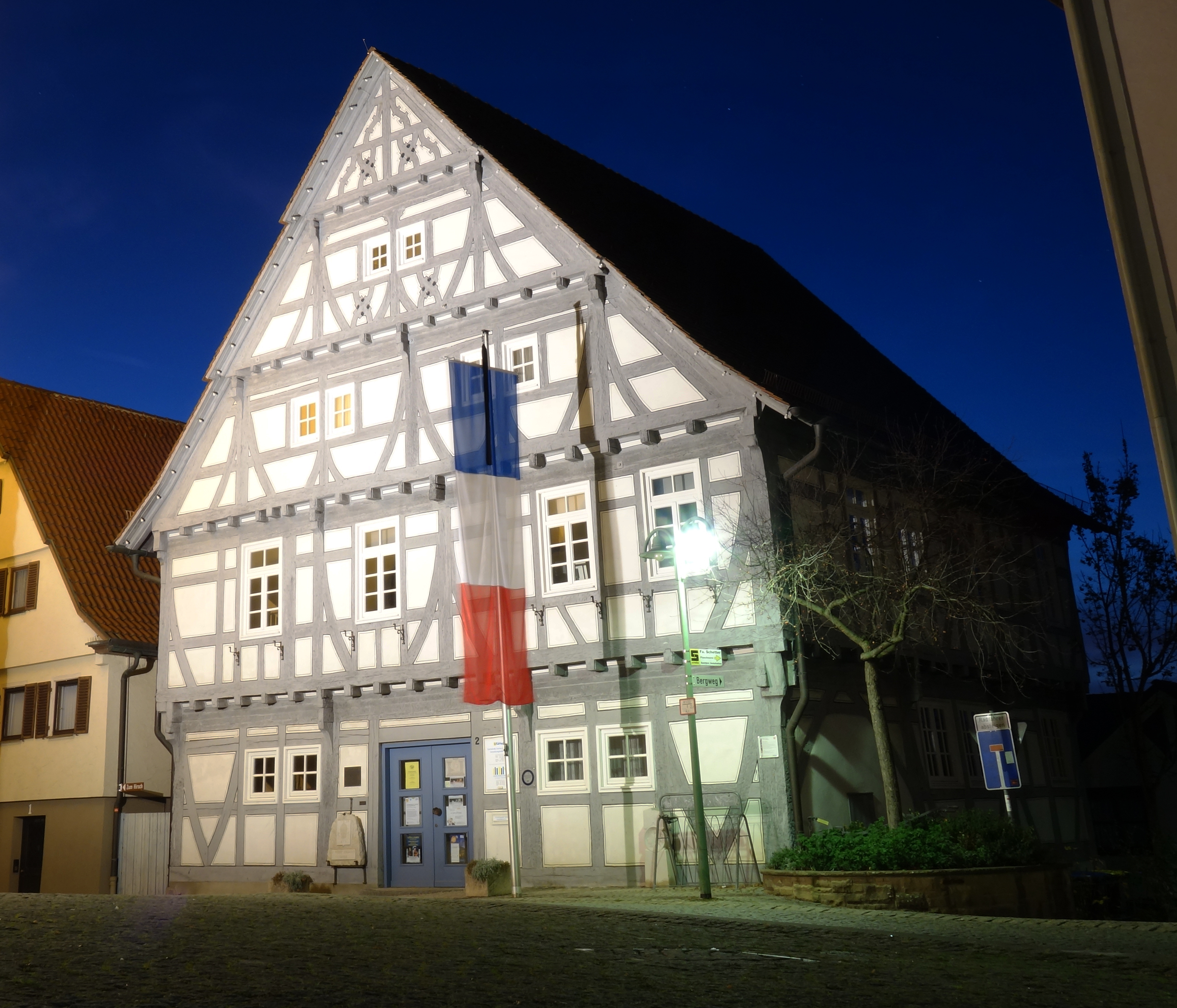
Altes Rathaus (Stetten)
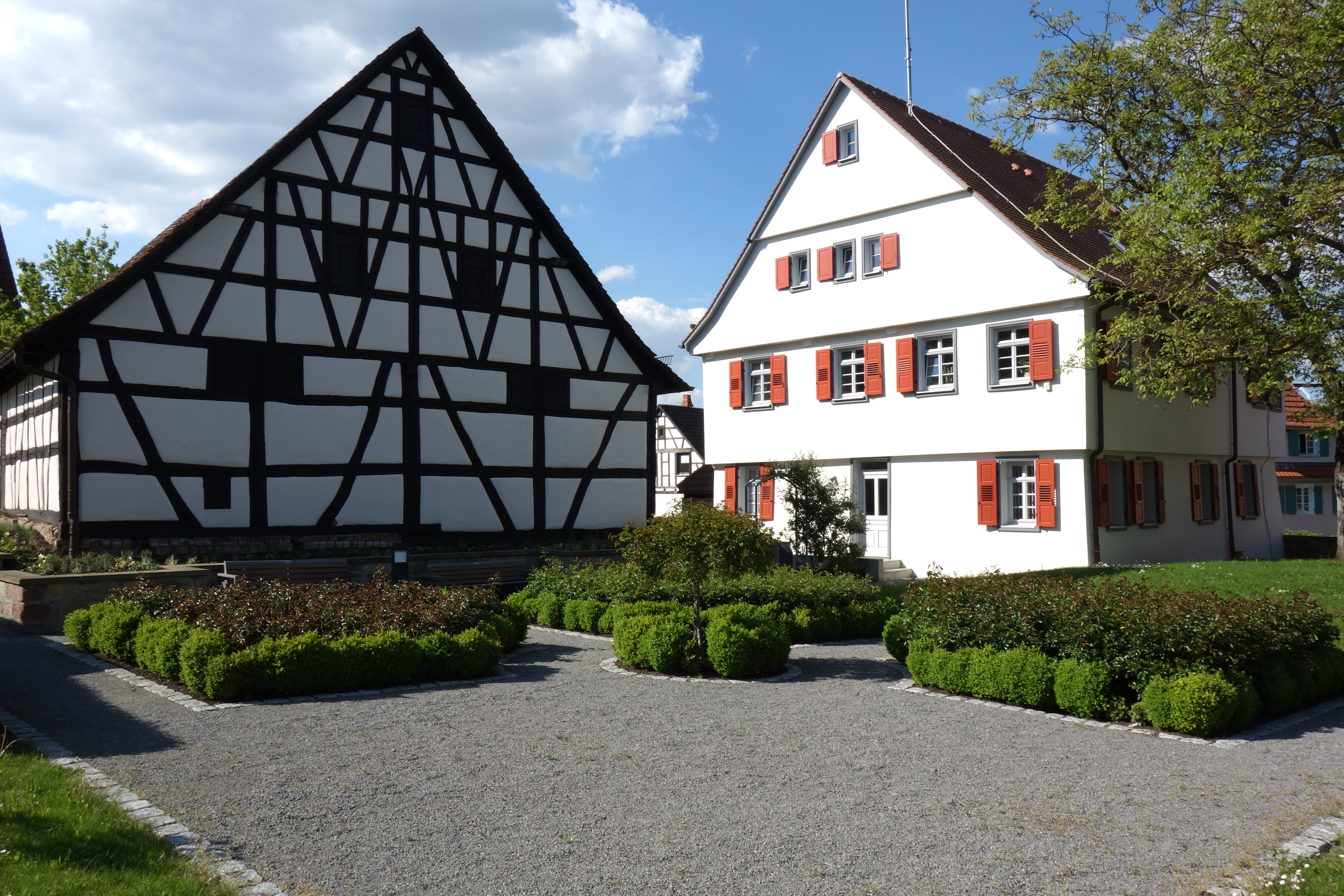
Pfarrhof in Rommelshausen
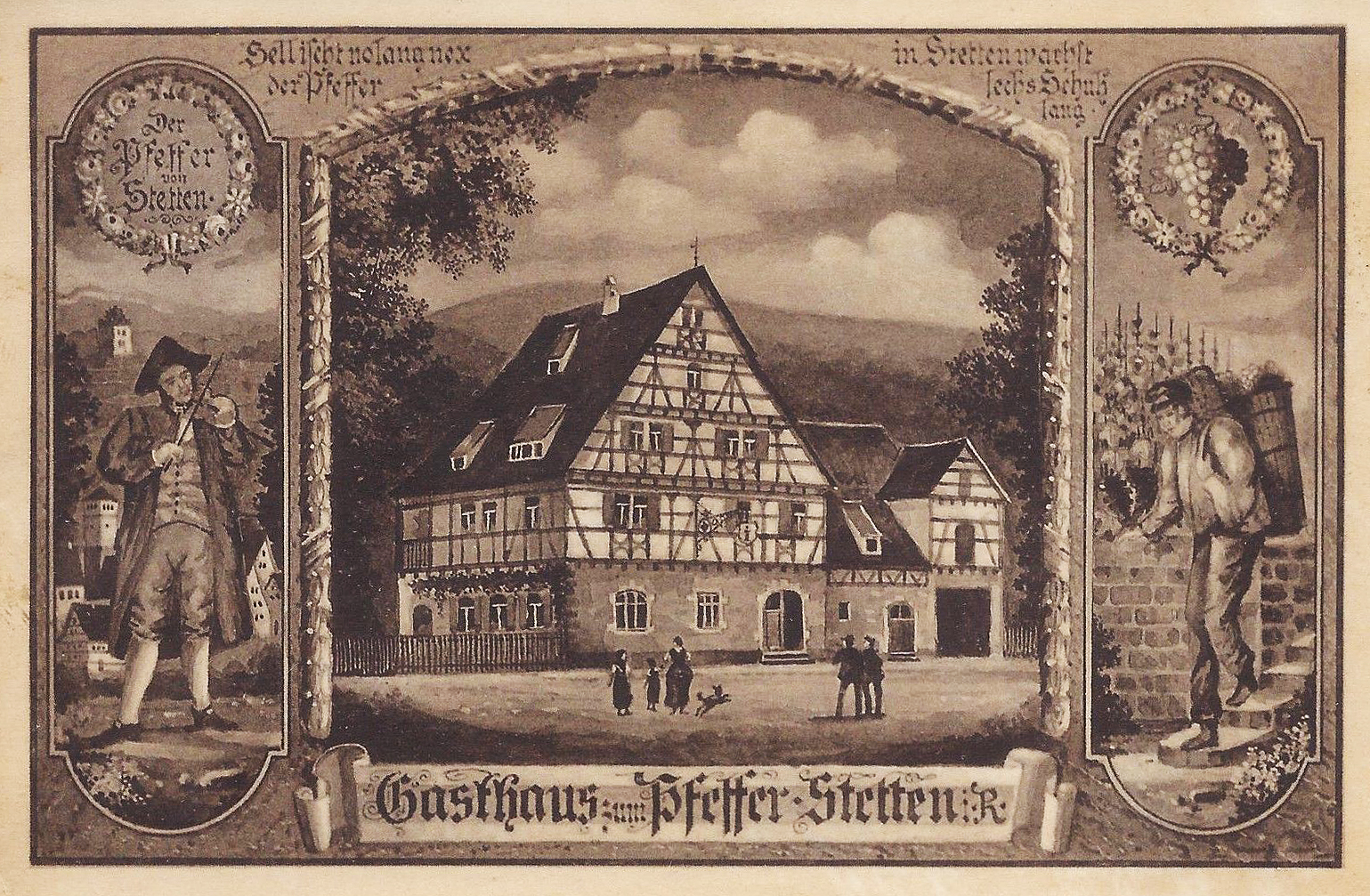
Gasthaus zum Pfeffer; Ansichtskarte um 1910
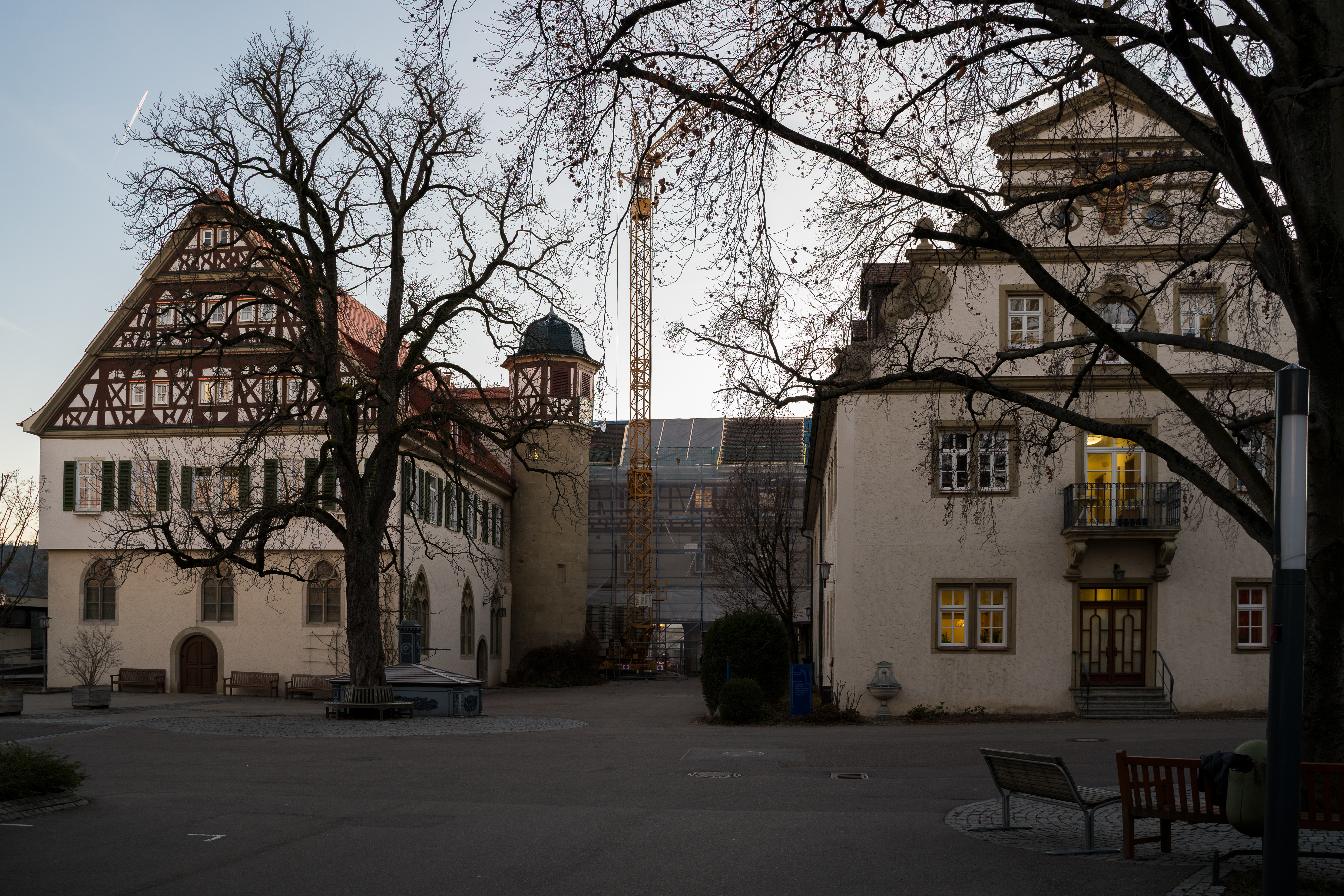
Schloss in Stetten
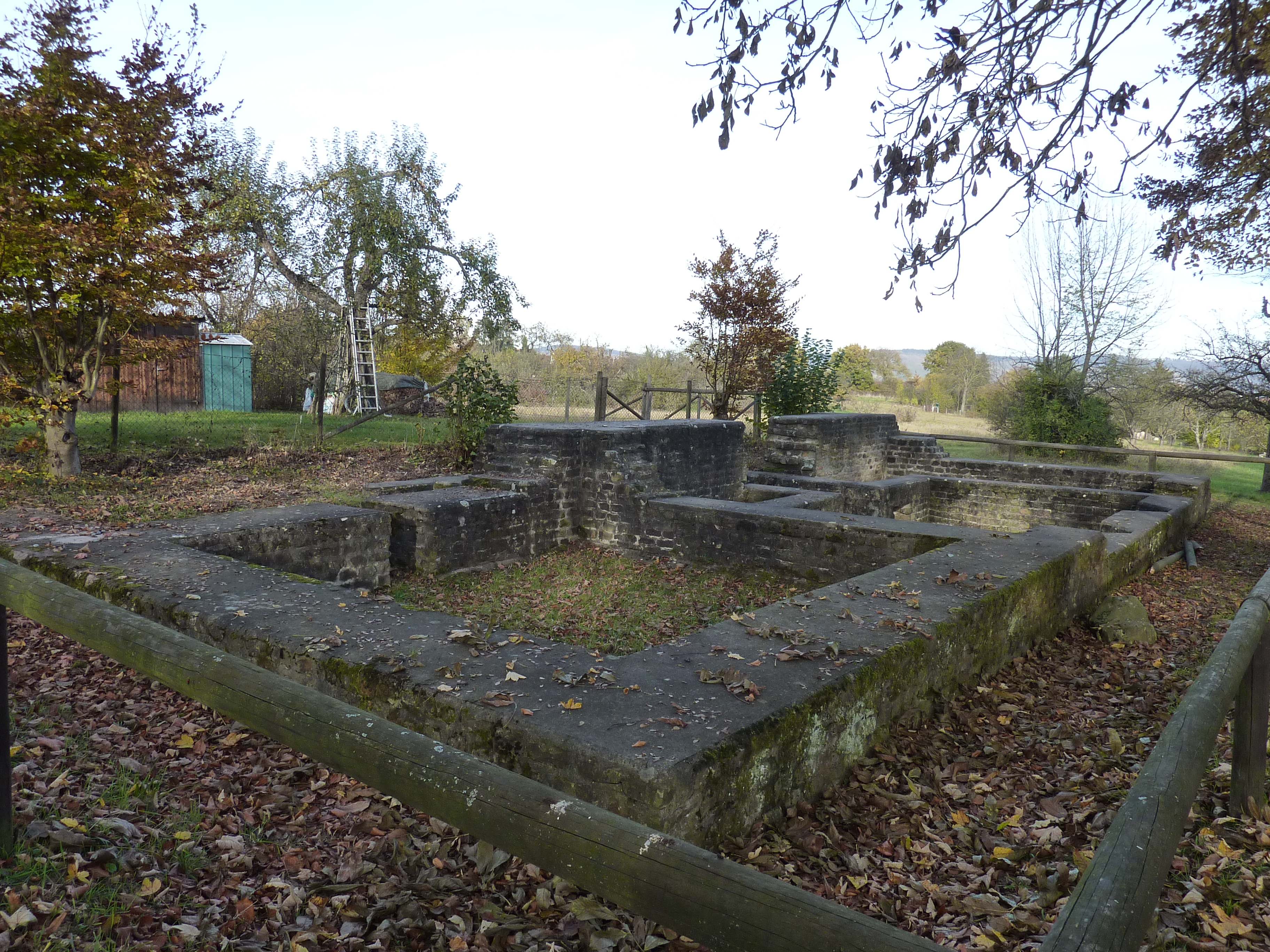
Villa rustica in Rommelshausen

### Gewässer
Durch den Ortsteil Stetten verläuft, teils verdolt der Stettener Haldenbach, welcher bei Endersbach in die Rems mündet. An der Quelle bildet er das Naturschutzgebiet Stettener Bach.
Zwischen Rommelshausen und Stetten verläuft der Beibach, welcher bei Beinstein in der Rems mündet.
In Rommelshausen entspringt des Weiteren der Krättenbach, welcher in den Schüttelgraben mündet.
Die Gemeinde hat mehrere Stillgewässer, wie den Eichensee und mehrere Regenrückhaltebecken und Feuchtbiotope.

### Museen
- Museum unter der Yburg: Heimatkunde, Menschen aus Kernen, Handwerk im Remstal, Pfeffer von Stetten, Karl Mauch (Afrika-Forscher), Joseph Mauch (Polarexpedition), Wasserburg Stetten, Ludwig Schlaich (Diakonie Stetten), Jörg Schlaich (Bauingenieur)
- kleines Kirchturm-Museum in der St.-Veits-Kirche: historische und heutige Technik der Kirche[22]

### Stettener Weinweg

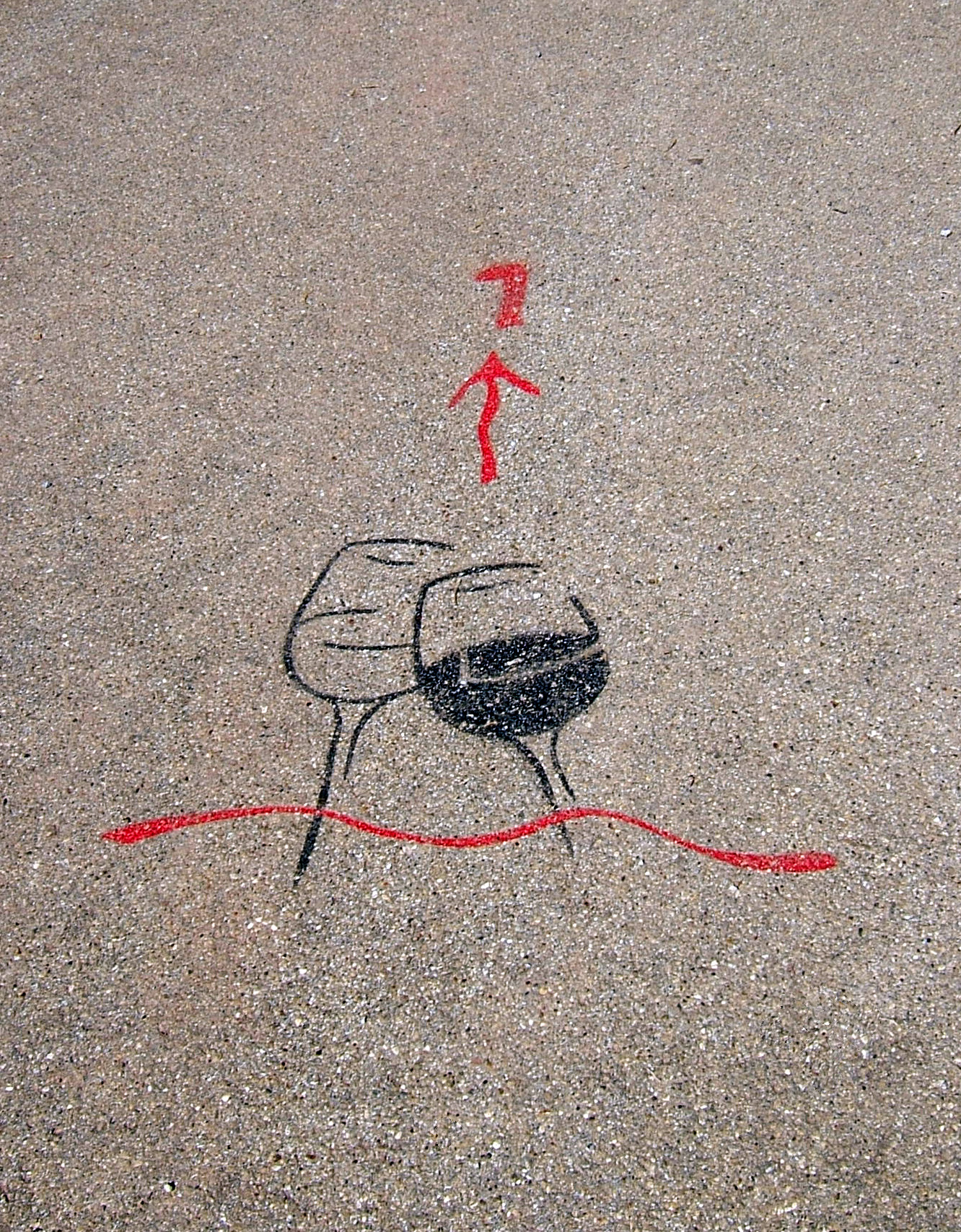
Weinwegweiser auf der Straße

Etwa einstündiger Weinberg-Rundgang; ungefähr 30 Schautafeln informieren über Wissenswertes und Kurioses zum Thema Wein und den hier angebauten Sorten.

### Remstal Gartenschau 2019

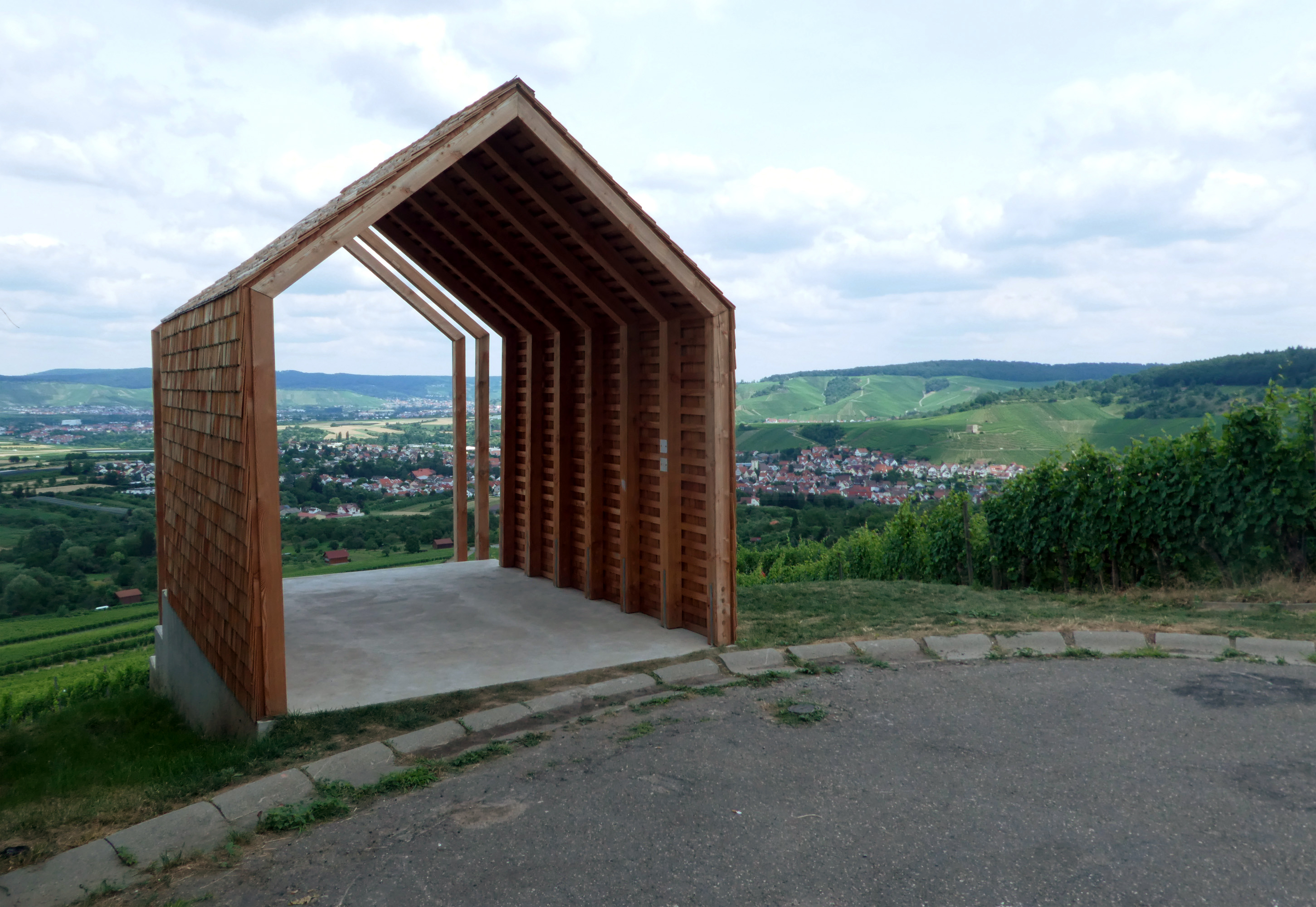
Wengerterhäuschen

Vom 10. Mai bis 20. Oktober 2019 fand im Remstal ein Grünprojekt des Landes Baden-Württemberg statt, an dem sich auch Kernen beteiligt hat. Diese Remstal Gartenschau 2019 gehört zu den „kleinen“ Gartenschauen, die sich jährlich mit den Landesgartenschauen abwechseln.
In diesem Zusammenhang wurde, neben der Ortskernsanierung von Stetten, der Schlosspark neu gestaltet. An den „16 Stationen“, dem Architekturprojekt der Gartenschau, beteiligte sich Kernen mit dem  „Wengerterhäuschen“, das in einem Weinberg im Westen von Stetten als Aussichtspunkt errichtet wurde und an die Weinberghäuschen erinnert, die das Landschaftsbild des Remstales prägen. Des Weiteren wurde die „herzogliche Kugelbahn“ mit einer Länge von rund 800 Metern errichtet. Außerdem wurden weitere Skulpturen von Karl Ulrich Nuss aufgestellt.

### Sport
Die Spvgg Rommelshausen wurde 1907 gegründet und hat rund 1800 Mitglieder. Die Leichtathletik Abteilung ist die größte, gefolgt von der Fußball und der Turnabteilung. Alle drei nehmen sowohl an nationalen als auch Internationalen Wettbewerben teil.
Der im Ortsteil Stetten ansässige Sportverein, der TV Stetten, wurde 1908 gegründet und umfasst sieben Abteilungen. Ein weiterer Fußballverein ist der FC Kosova Kernen, der eine Herrenmannschaft umfasst und am Ligaspielbetrieb teilnimmt.
Im Ortsteil Stetten befindet sich der Klettergarten Stetten.

## Persönlichkeiten

### Ehrenbürger Kernens
- Günter Haußmann (* 1934 in Trossingen; † 2014), Bürgermeister von Rommelshausen (1964 bis 1975) und Stetten-Rommelshausen bzw. Kernen (1977 bis 1992); Ehrenbürger seit 1992
- Wolfgang Riethmüller (* 1943 in Stuttgart), Apotheker und langjähriger Gemeinderat, Begründer der BürgerStiftung Kernen, Ehrenbürger seit 2018[28]

### Ehrenbürger Rommelshausens
- Willy Rüsch, Industrieller in der Katheter-Industrie
- Paul Käßer (1904–1997), Bürgermeister 1937–1945 und 1948–1964

### Ehrenbürger Stettens
- Karl Mauch (1837–1875), Afrikaforscher; bereiste zwischen 1865 und 1872 Transvaal, Natal und Südrhodesien

### Söhne und Töchter der Gemeinde
- Johann David Pfeffer (1769–1842), Spielmann
- Gottlob August Dietelbach (1806–1870), Medailleur und königlicher Hofgraveur
- Karl Mauch (1837–1875), Afrikaforscher
- Otto Pfleiderer (1839–1908), protestantischer Theologe
- Paul von Wunderlich (1844–1930), geboren in Stetten, Generalsuperintendent von Heilbronn
- Immanuel Herrmann (1870–1945), Politiker (SPD)
- Hermann Medinger (1900–1979), Widerstandskämpfer gegen den Nationalsozialismus, Mitwirkender beim Stuttgarter Kabelattentat
- Otto Linsenmaier (1918–2009), Württemberger Weinbauexperte
- Jörg Schlaich (1934–2021), Bauingenieur und Professor an der Universität Stuttgart
- Klaus Schlaich (1937–2005), Rechtswissenschaftler
- Karl-Heinz Umbach (1944–2021), Physiker und Forscher mit Arbeitsschwerpunkt Bekleidungsphysiologie
- Wolfgang Dietrich (* 1948), Unternehmer und Projektsprecher für das Bahnprojekt Stuttgart–Ulm
- Rüdiger Faul (* 1948), Aerodynamiker und Ingenieur
- Dorothee Schlegel (* 1959), Politikerin (SPD), Bundestagsabgeordnete
- Christof Landmesser (* 1959), evangelischer Theologe
- Bernd Bachofer (* 1967), Koch und Fachbuchautor, mit einem Stern im Guide Michelin ausgezeichnet